# فوروتاکا شونتارو

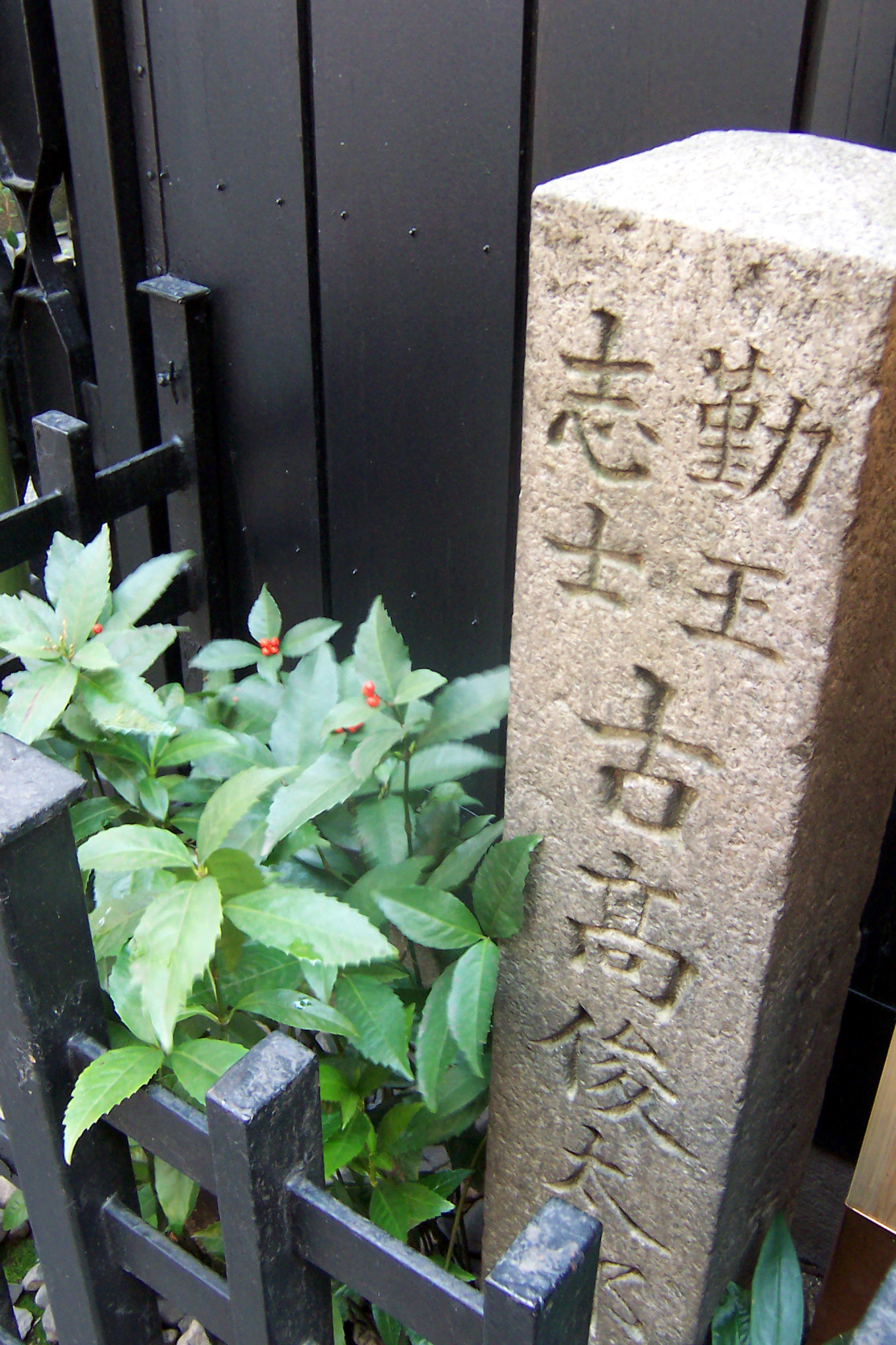
قبر

فوروتاکا شونتارو (به ژاپنی: 古高 俊太郎（ふるたか しゅんたろう)، (۸ مه ۱۸۲۹) - (۲۱ اوت ۱۸۶۴) یک میهن‌پرست جنبش ضد خارجی در اواخر دوره ادو (پایان شوگون‌سالاری توکوگاوا) بود. نام اصلی او ماسایوری بود. نام مستعار او کیمون یوآسا بود.
در روز ۵ ماه ششم قمری ۱۸۶۴ (۸ ژوئیه ۱۸۶۴ میلادی)، شینسنگومی به او حمله و او را دستگیر کرد. سلاح‌ها و مهمات او مصادره شد و نامه‌ها و سوگندهای خونی که از حوزه‌های مختلف خطاب به سامورایی‌ها نوشته شده بود، کشف شد. او در انبار «اقامتگاه مائکاوا» در پادگان میبو توسط رئیس دفتر، کوندو ایسامی، و معاون رئیس، هیجیکاتا توشیزو، تحت بازجویی دقیقی قرار گرفت. او را از طبقه دوم به صورت وارونه آویزان کردند، میخ‌های پنج اینچی را به بالای پاهایش فروکردند و شمع‌های صد چشم را روی میخ‌هایی که به کف پاهایش فرورفته و آنها را آتش زده بودند، قرار دادند و سپس اعتراف کرد. محتوای اعترافات او این بود که پس از کودتای ۱۸ اوت، اهالی قلمرو چوشو که از کیوتو بیرون رانده شده بودند، روزی از اواخر همان ماه را برای آتش زدن کاخ امپراتوری انتخاب کردند، نجیب‌زاده طرفدار شوگون سالاری، ناکاگاوانومیا را قرار است زندانی کنند، دایمیوهای طرفدار شوگون‌سالاری از جمله کیوتو شوگوشوکو ماتسودایرا کاتاموری را بکشند و امپراتور را به چوشو ببرند. مشخص شد که بسیاری از میهن‌پرستانی که می‌خواستند این نقشه را اجرا کنند، از قبل به کیوتو رفته و پنهان شده‌اند و قرار است به زودی جلسه‌ای از رفقا در شهر برگزار شود، بنابراین حادثه ایکه‌دایا برای خنثی کردن این نقشه انجام شد. در مورد واقعیت چنین اعترافی اختلاف نظر وجود دارد.

## تولد
فوروکاوا که در روستای فوروکاوا در ولایت اومی (شهر موریامای امروزی، استان شیگا) به عنوان پسر یک مقام پایین رتبه در دفتر قاضی متولد شد، مرید اومدا اونپین، محقق کنفوسیوسی جنبش سوننو جوئی، شد. او همچنین با میابه تیزو، یک فعال سوننو جوئی از ولایت هیگو که در قلمرو چوشو نیز تأثیرگذار بود، دوست بود و به همین دلیل مغازه او به پایگاهی برای جنبش سوننو جوئی تبدیل شد.

## حادثه ایکه‌دایا
دستگیری فوروتاکه باید ضربه بزرگی بوده باشد، زیرا جناح سوننو جوئی، از جمله قلمرو چوشو، در کودتایی توسط طایفه‌های آیزو و ساتسوما و دیگر جناح‌هایی که از اتحاد دربار امپراتوری و شوگون‌سالاری در ۱۸ اوت ۱۸۶۳ حمایت می‌کردند، از کیوتو اخراج شده بودند و در بحبوحه تلاش برای بازگشت به قدرت بودند. کوندو ایسامی و توشیزو هیجیکاتا، با درک جدیت وقایعی که در پس اعمال فوروکاوا پنهان شده بود، بازجویی وحشیانه‌ای را در اقامتگاه مائکاوا، سربازخانه‌ای دیگر در کنار اقامتگاه یاگی در میبو، انجام دادند. او را در یک انبار دو طبقه به صورت وارونه آویزان کرد، بالاتنه‌اش را در طبقه اول و پاهایش را در طبقه دوم شلاق زد. وقتی او هنوز از صحبت کردن امتناع می‌کرد، کارگران ساختمانی از بالا تا پایین میخ‌هایی به پاهایش فروکردند و او را مجبور کردند شمع‌های روشن را در آنها قرار دهد. فوروتاکا که از این حمله بی‌رحمانه خسته شده بود، سرانجام به نقشه وحشتناک خود اعتراف کرد.
نقشه این بود که در یک روز بادخیز در طول جشنواره گیون، کاخ امپراتوری را به آتش بکشند و از این فرصت استفاده کرده و شاهزاده ناکاگاوا را که از اتحاد دربار امپراتوری و شوگون‌سالاری حمایت می‌کرد، زندانی کنند، نگهبان شوگون، یوشینوبو هیتوتسوباشی، و محافظ کیوتو، کاتاموری ماتسودایرا، را بکشند و امپراتور کومئی را به چوشو بربایند. تحقیقات بیشتر نشان داد که قرار بود جلسه‌ای برای تصمیم‌گیری در مورد ادامه یا عدم انجام نقشه پس از دستگیری فورویا در ایکه‌دا-یا یا شیکوکو-یا، نزدیک سانجو-کوباشی، برگزار شود. کوندو و افرادش برای محافظت از شوگون، توکوگاوا ایه‌موچی، که به پایتخت می‌آمد، وارد کیوتو شدند. حادثه ایکِدایا، که باعث شد نام مردانی که به دلیل ظاهر خشن خود به عنوان میبو-روگوشی مورد تنفر بودند، در سراسر کشور شناخته شود، به این شکل آغاز شد.
با این حال، شواهد عینی کمی از این نقشه به جز آنچه فورویا زیر شکنجه گفته است، وجود دارد و گفته می‌شود که ساختگی یا اغراق‌آمیز است. علاوه بر این، از آنجایی که محتوای اعتراف در دفتر خاطرات فورویا ثبت نشده است، این نظریه نیز وجود دارد که او فقط نام واقعی خود را اعتراف کرده است.
او سپس در زندان روکاکو زندانی شد، اما در ۲۰ ماه هفتم قمری (۲۱ اوت) در جریان حادثه کینمون، آتش‌سوزی‌ای رخ داد که به مجاورت زندان سرایت کرد و مأموران از ترس اینکه او از آتش برای فرار استفاده کند، او را به همراه سایر زندانیان در حالی که هنوز منتظر محاکمه بود، سر بریدند. او هنگام مرگ ۳۶ سال داشت.
در سال ۱۸۹۱، پس از مرگ به او درجه شوگویی اعطا شد.

## نظریه مخالف
تحقیقات اخیر نشان داده است که توطئه‌های طرح‌ریزی‌شده توسط میهن‌پرستان، مانند «نقشه آتش‌سوزی کاخ امپراتوری»، «ترور ماتسودایرا کاتاموری» و «ربودن امپراتور»، محصول ادعاهای شوگون‌سالاری، از جمله ادعاهای خاندان‌های آیزو و قلمرو کووانا و شینسنگومی، با هدف توجیه استفاده از زور توسط خاندان‌های آیزو و کووانا و تضعیف اعتبار جناح سوننو جوئی بوده است. دلیل این امر این است که اگرچه این نقشه‌ها توسط شوگون‌سالاری ثبت شده‌اند، اما به هیچ وجه توسط میهن‌پرستان ثبت نشده‌اند و حتی در «خاطرات کیدو تاکایوشی» نوشته کاتسورا کوگورو، جلسه در ایکه‌دا-یافقط به عنوان «جلسه‌ای برای نجات یک دوست (فوروتاکا شونتارو) که توسط شینسنگومی دستگیر و زندانی شده بود» توصیف شده است.